# Peter Robertson
Peter John Robertson (Melbourne, 29 maart 1977) is een Australisch triatleet, bijgenaamd Robbo, was drievoudig wereldkampioen triatlon op de olympische afstand.
Hij begon met triatlons vanaf zijn zestiende. Deed mee aan de Olympische Spelen van 2008 in Sydney en behaalde een vierendertigste plaats met een tijd van 1:51.39,04. In 2004 haalde hij tijdens deze spelen een vierentwintigste plaats met een tijd van 1:55.44,36.
In 2006 haalde hij een zesde plaats op de wereldkampioenschappen olympische afstand. Hiermee evenaarde hij niet het record van viermaal de wereldtitel winnen dat in handen is van Tim Don.
Hij is aangesloten bij New South Wales.

## Titels
- Wereldkampioen triatlon op de olympische afstand: 2001, 2003, 2005

## Palmares

### triatlon
- 2000:  WK olympische afstand in Perth - 1:51.54
- 2000: 34e Olympische Spelen van Sydney - 1:51.39,04
- 2000:  ITU wereldbekerwedstrijd in Sydney
- 2001:  WK olympische afstand in Edmonton - 1:48.01
- 2002: 9e Gemenebestspelen in Manchester
- 2002:  ITU wereldbekerwedstrijd in Geelong
- 2002:  ITU wereldbekerwedstrijd in Ishigaki
- 2002:  WK olympische afstand in Cancún - 1:51.07
- 2003:  ITU wereldbekerwedstrijd in Gamagori
- 2003:  WK olympische afstand in Queenstown - 1:54.13
- 2004: 24e Olympische Spelen van Athene - 1:55.44,36
- 2005:  WK olympische afstand in Gamagori - 1:49.31
- 2006:  Gemenebestspelen in Melbourne
- 2006: 6e WK olympische afstand in Lausanne - 1:53.06
- 2009: 17e ITU wereldbekerwedstrijd in Tongyeong - 1:51.44

1989: Mark Allen ·
1990: Greg Welch ·
1991: Miles Stewart ·
1992: Simon Lessing ·
1993: Spencer Smith ·
1994: Spencer Smith ·
1995: Spencer Smith ·
1996: Spencer Smith ·
1997: Chris McCormack ·
1998: Spencer Smith ·
1999: Dmitriy Gaag ·
2000: Olivier Marceau ·
2001: Peter Robertson ·
2002: Iván Raña ·
2003: Peter Robertson ·
2004: Bevan Docherty ·
2005: Peter Robertson ·
2006: Tim Don ·
2007: Daniel Unger ·
2008: Javier Gómez ·
2009: Alistair Brownlee ·
2010: Javier Gómez ·
2011: Alistair Brownlee ·
2012: Jonathan Brownlee ·
2013: Javier Gómez ·
2014: Javier Gómez ·
2015: Javier Gómez ·
2016: Mario Mola ·
2017: Mario Mola ·
2018: Mario Mola ·
2019: Vincent Luis ·
2020: Vincent Luis ·
2021: Kristian Blummenfelt